# Obrněná vojska Ukrajiny

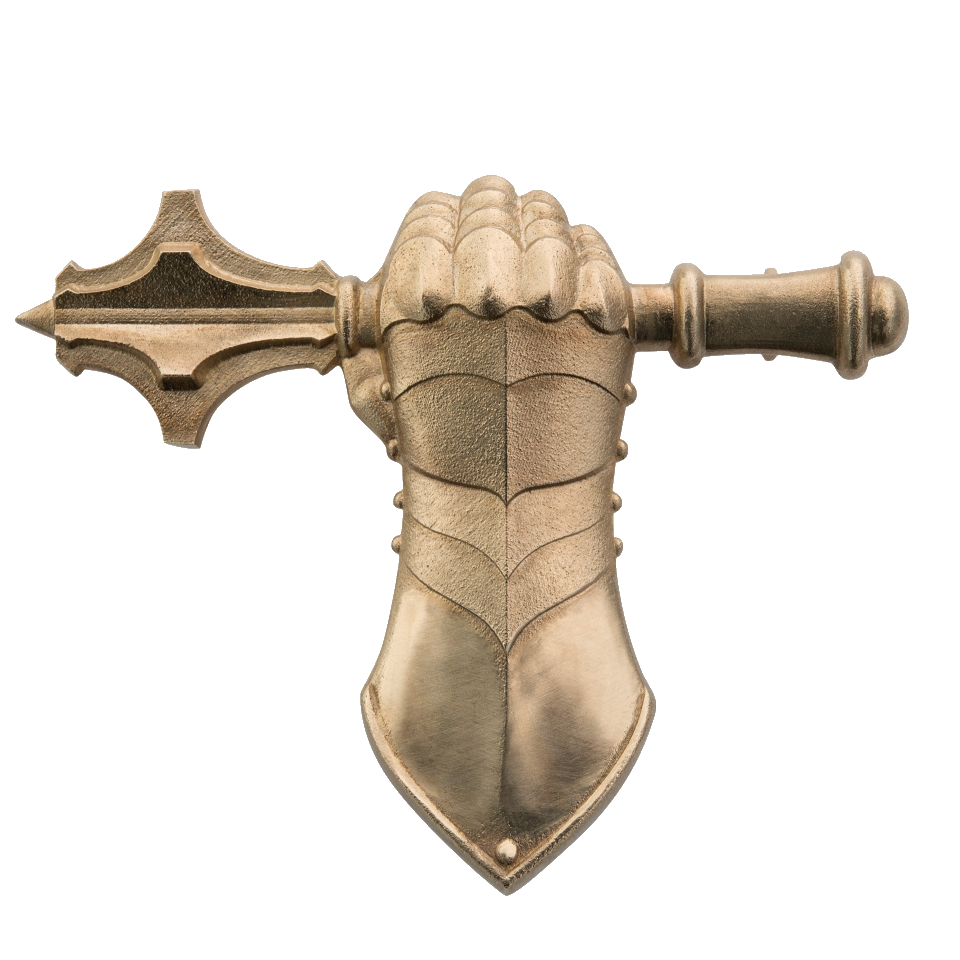
Znak Obrněných vojsk Ukrajiny

Obrněná vojska Ukrajiny (ukrajinsky Танкові війська, romanizovaně: Tankovi vijska) jsou hlavní údernou silou Ukrajinských pozemních sil. Jsou využívány především v součinnosti s mechanizovanými silami v klíčových oblastech a plní následující úkoly:
- v obraně – podpora mechanizovaných vojsk při odrážení nepřátelského útoku a rozvíjení protiútoků;
- v útoku – použití silných úderů k rozčlenění nepřátelských linií do větší hloubky, rozvinutí útoku a poražení nepřítele v protiútocích a bitvách.

Základem obrněného vojska jsou tankové brigády a tankové prapory mechanizovaných brigád, které mají vysokou odolnost vůči škodlivým faktorům konvenčních i jaderných zbraní, palebnou sílu, vysokou pohyblivost a manévrovatelnost. Jsou schopné maximálně využít důsledky palebného (i jaderného) poškození nepřítele a v krátkém čase dosáhnout konečných cílů boje a operace.
Bojové schopnosti obrněných formací a jednotek umožňují vést aktivní nepřátelské akce ve dne i v noci, ve značné vzdálenosti od ostatních jednotek, porážet nepřítele v protiútocích a bitvách, překonávat rozsáhlé oblasti radioaktivní kontaminace, vodní překážky a rychle vytvořit silnou obranu a úspěšně odolat náporu drtivých sil nepřítele.
Další rozvoj a zvyšování bojových schopností obrněných vojsk se uskutečňuje zejména jejich vybavováním pokročilejšími typy tanků, které optimálně kombinují tak důležité bojové vlastnosti, jako je vysoká palebná síla, manévrovatelnost a spolehlivá ochrana. Při zdokonalování organizačních forem je hlavní úsilí zaměřeno na to, aby měly vševojskový charakter, který nejvíce odpovídá podmínkám moderních bojových operací.

## Současná struktura
- 1. tanková brigáda[1], Hončarovsko, Černihivská oblast
- 3. tanková brigáda (záložní), zformována 2016
- 4. tanková brigáda (záložní), zformována 2017
- 5. tanková brigáda (záložní), zformována 2016
- 14. tanková brigáda (záloha), zformována 2015
- 17. tanková brigáda, Kryvyj Rih, Dněpropetrovská oblast

## Galerie

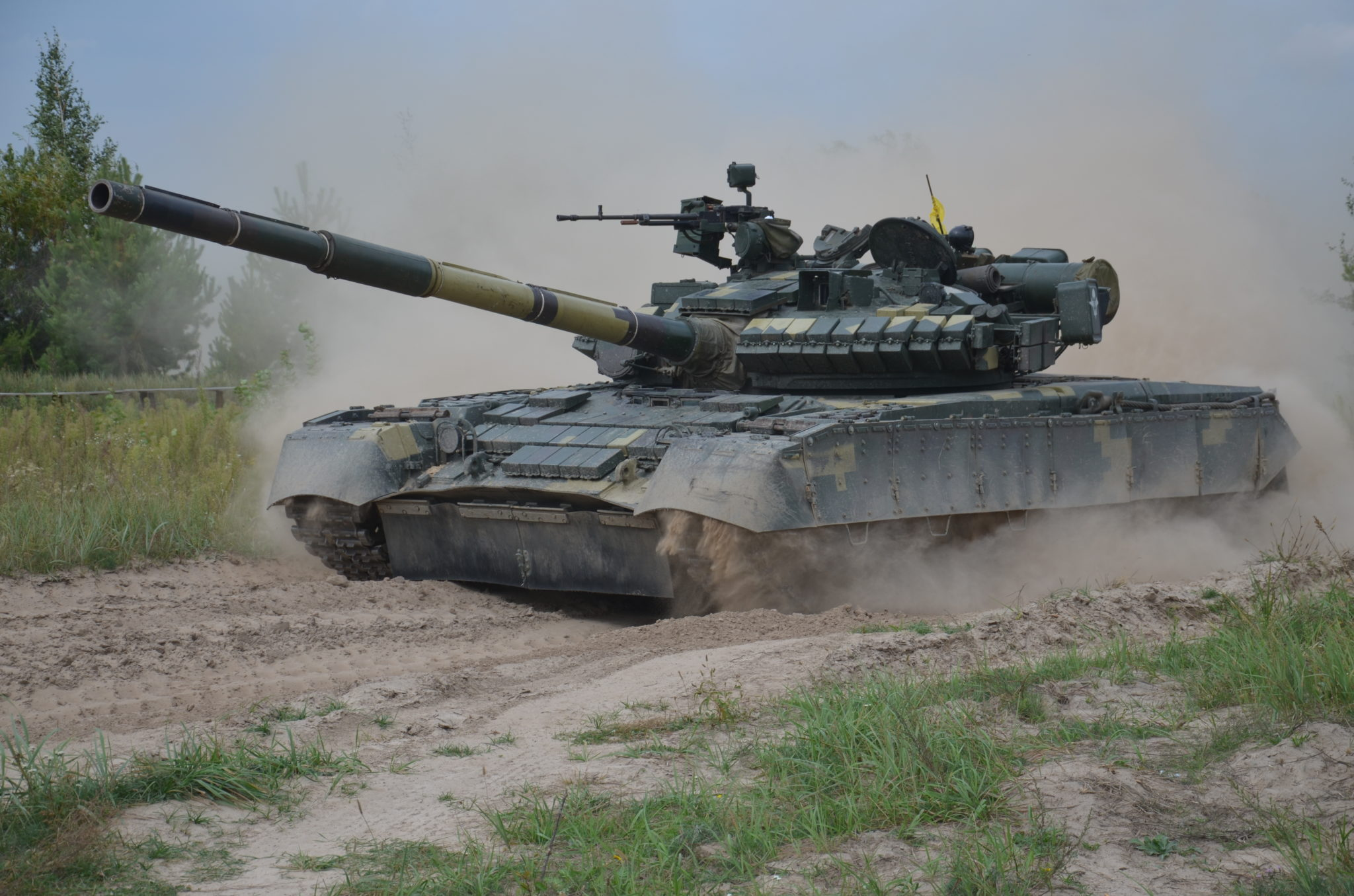
Tank T-80BV ukrajinské armády
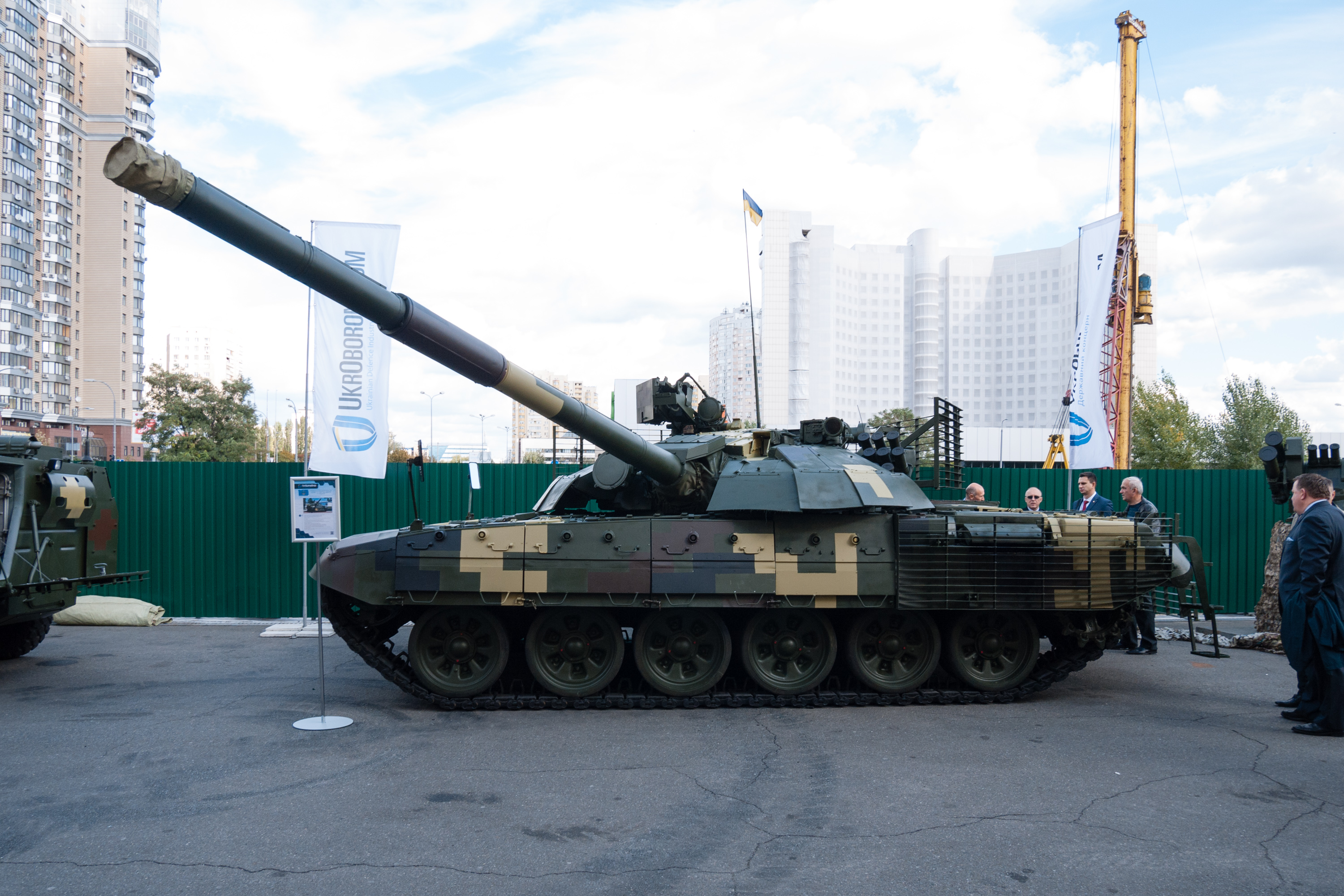
Tank T-72AMT
Znak 1. tankové brigády
Znak 30. mechanizované brigády
Znak 17. tankové brigády
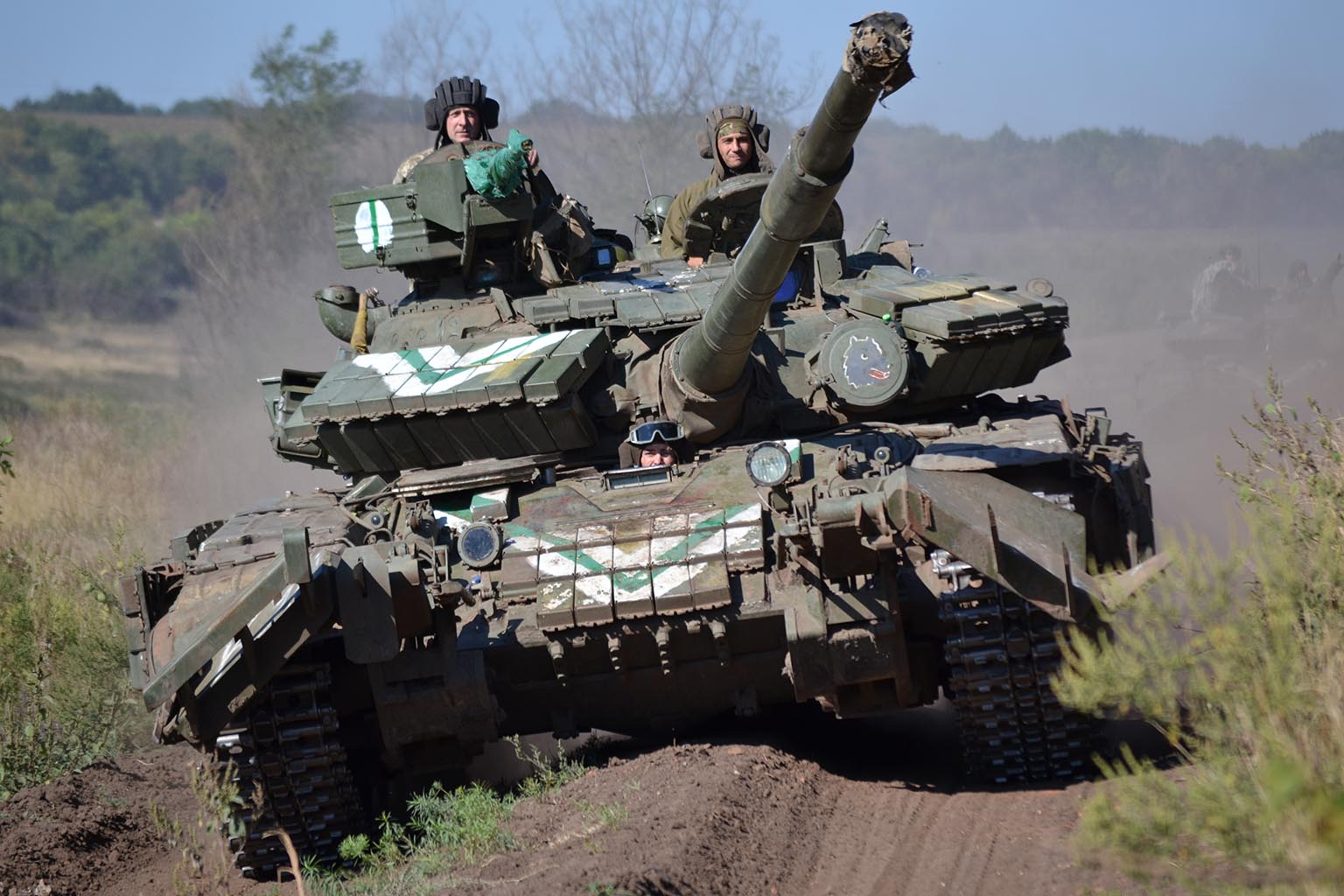
Tankisté tankového praporu provádějí v prostoru ATO výcvik bojeschopnosti
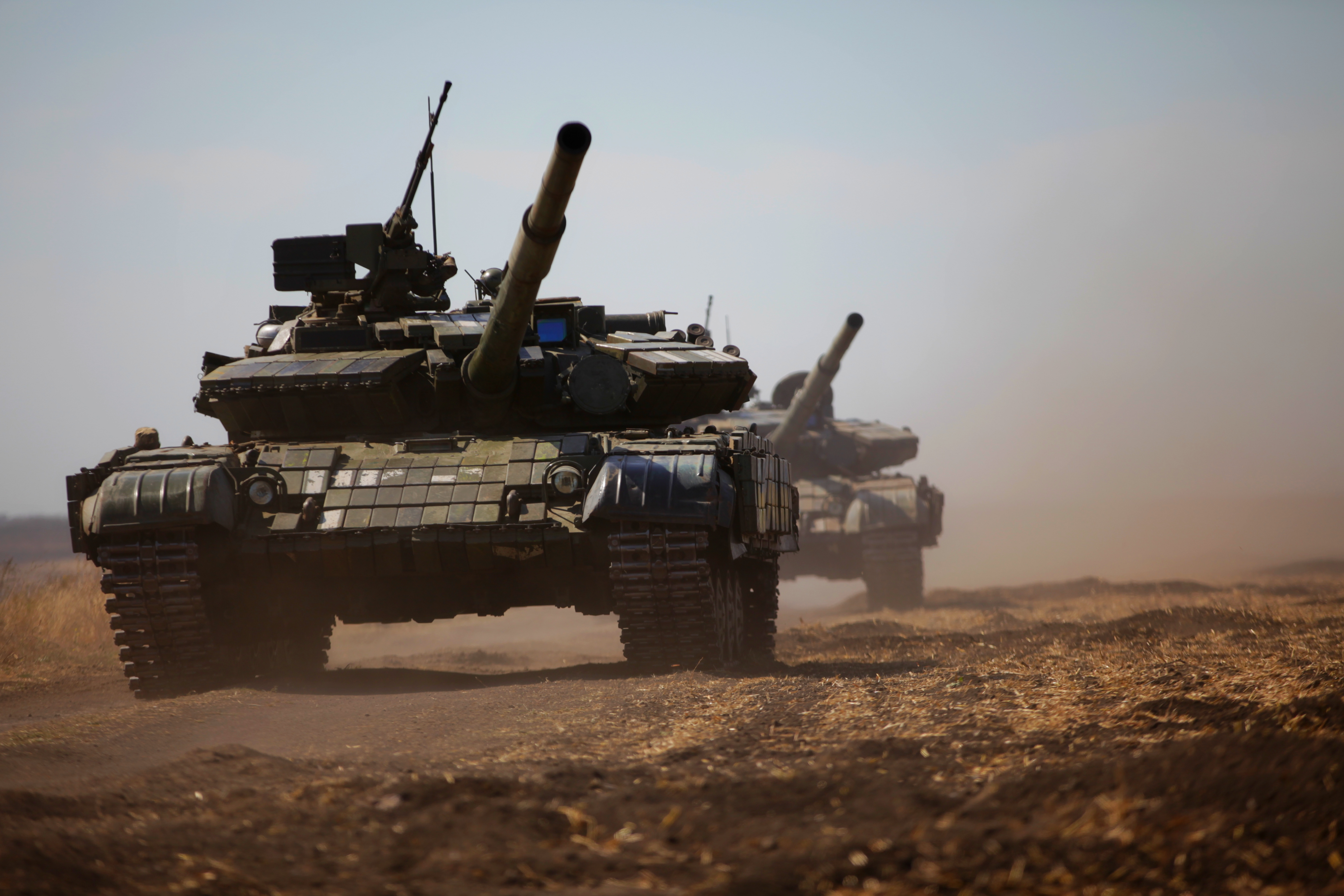
Tanky T-64BV
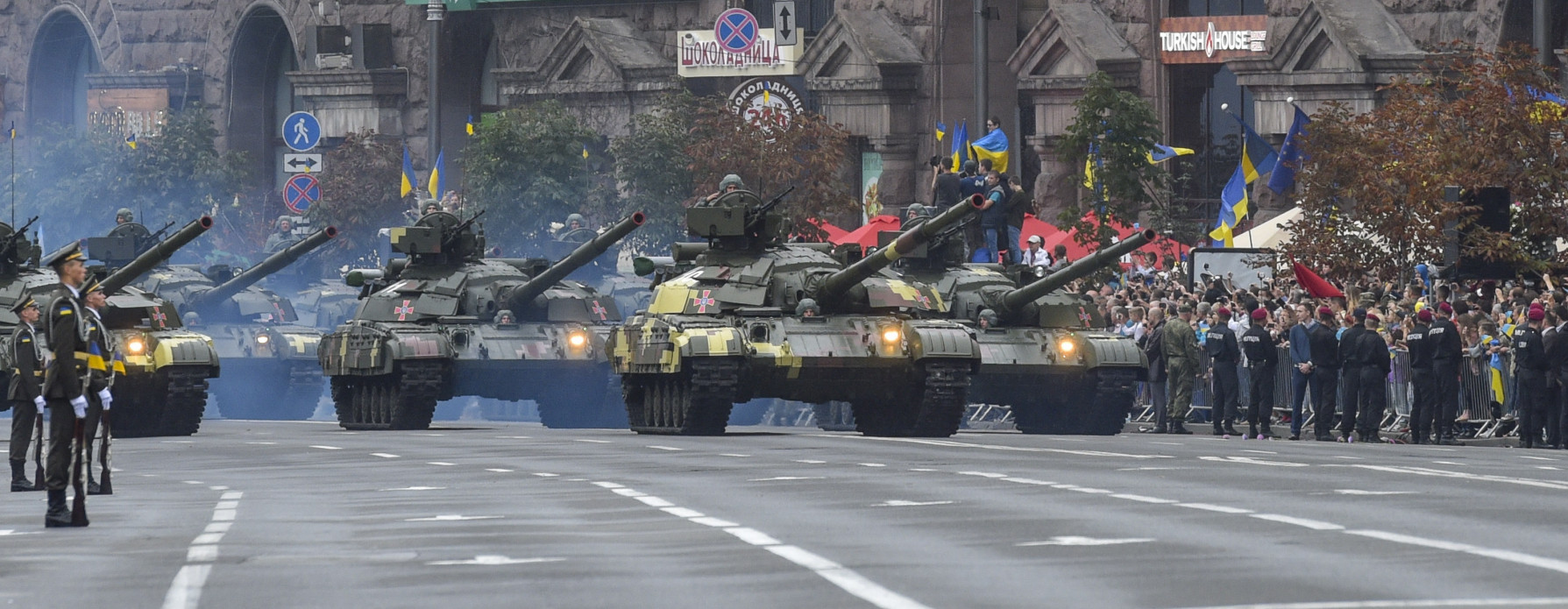
Přehlídka na den nezávislosti v Kyjevě, 2016
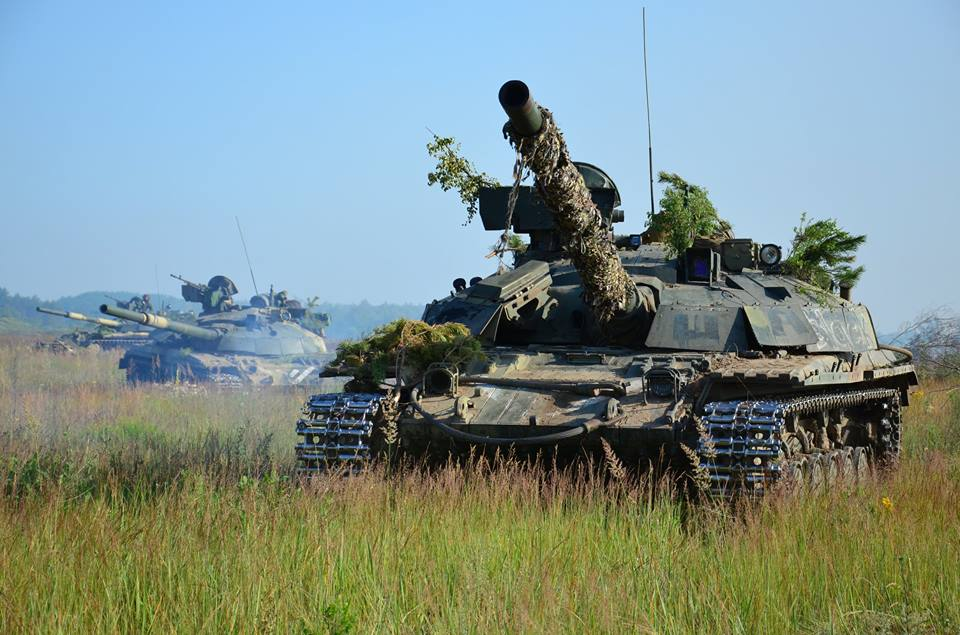
T-64BM Bulat 1. tankové brigády
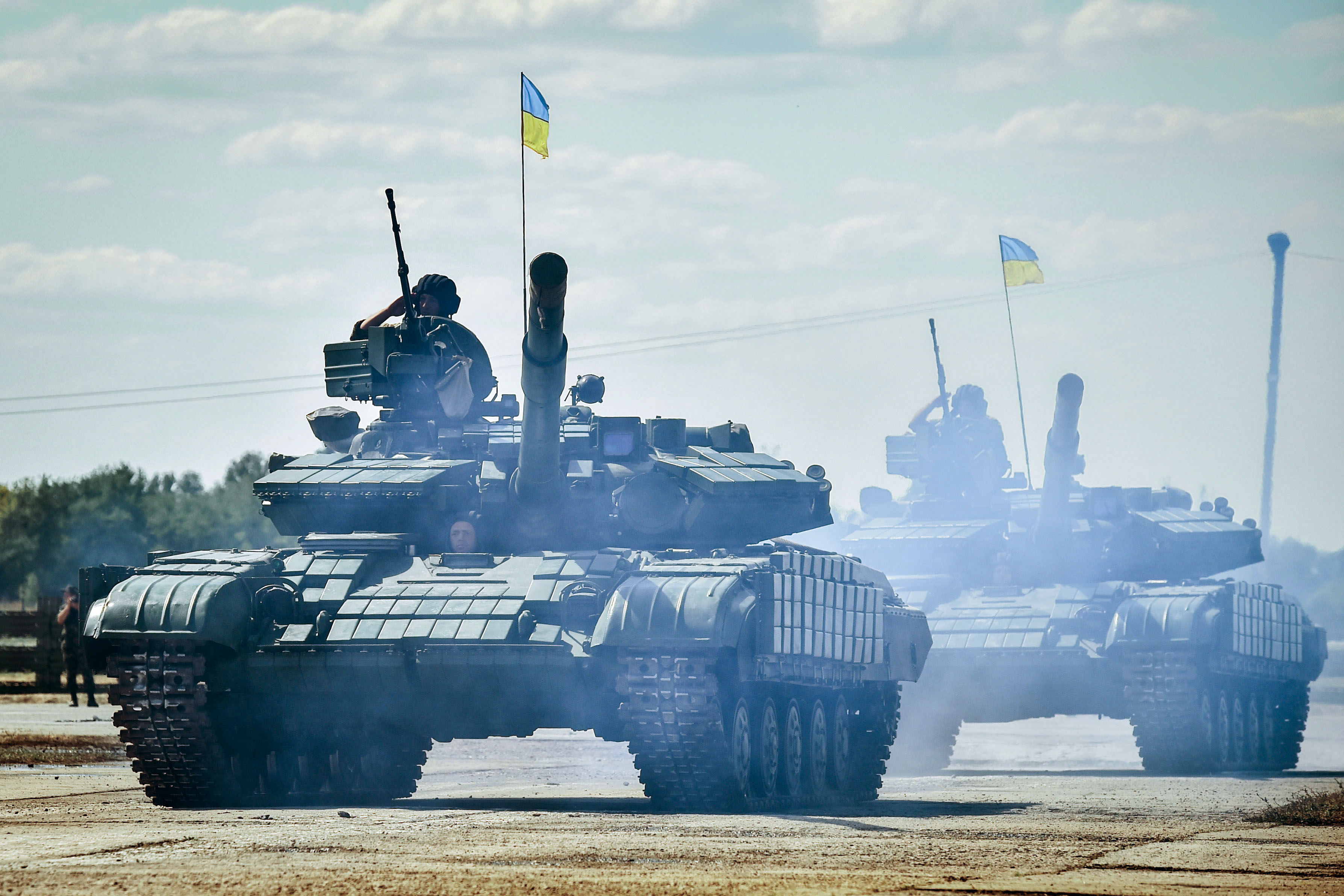
Tankisté u Charkova
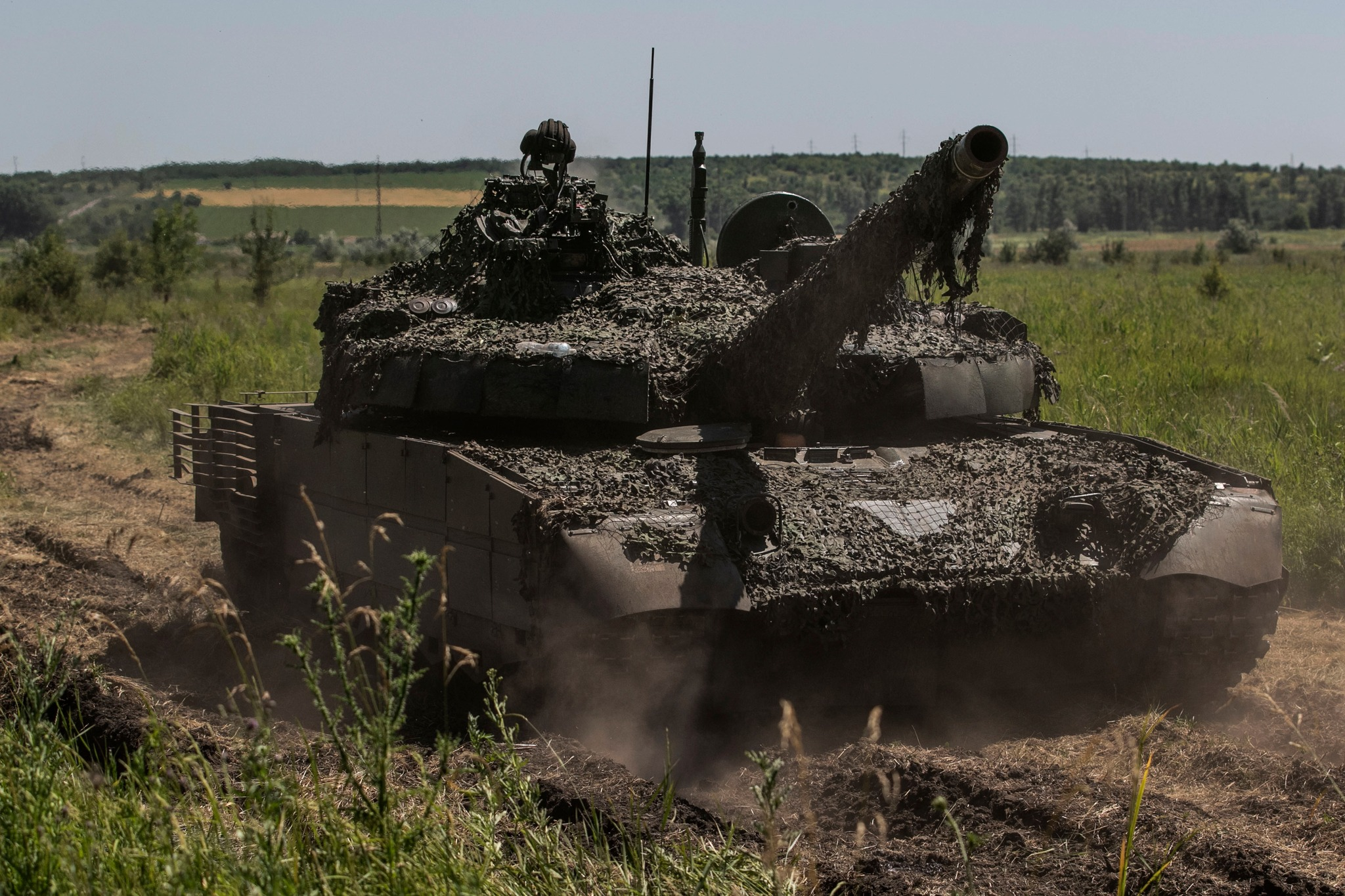
T-80BVM ukořistěný v průběhu bojů roku 2022
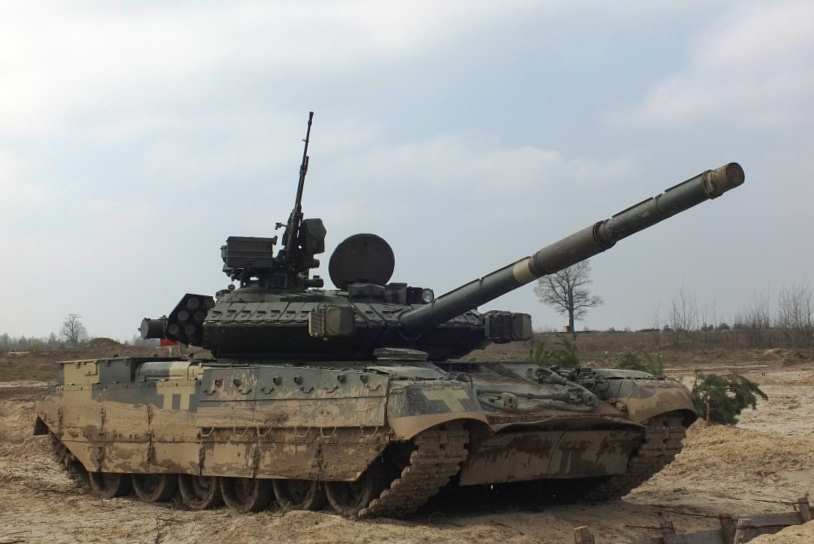
T-84
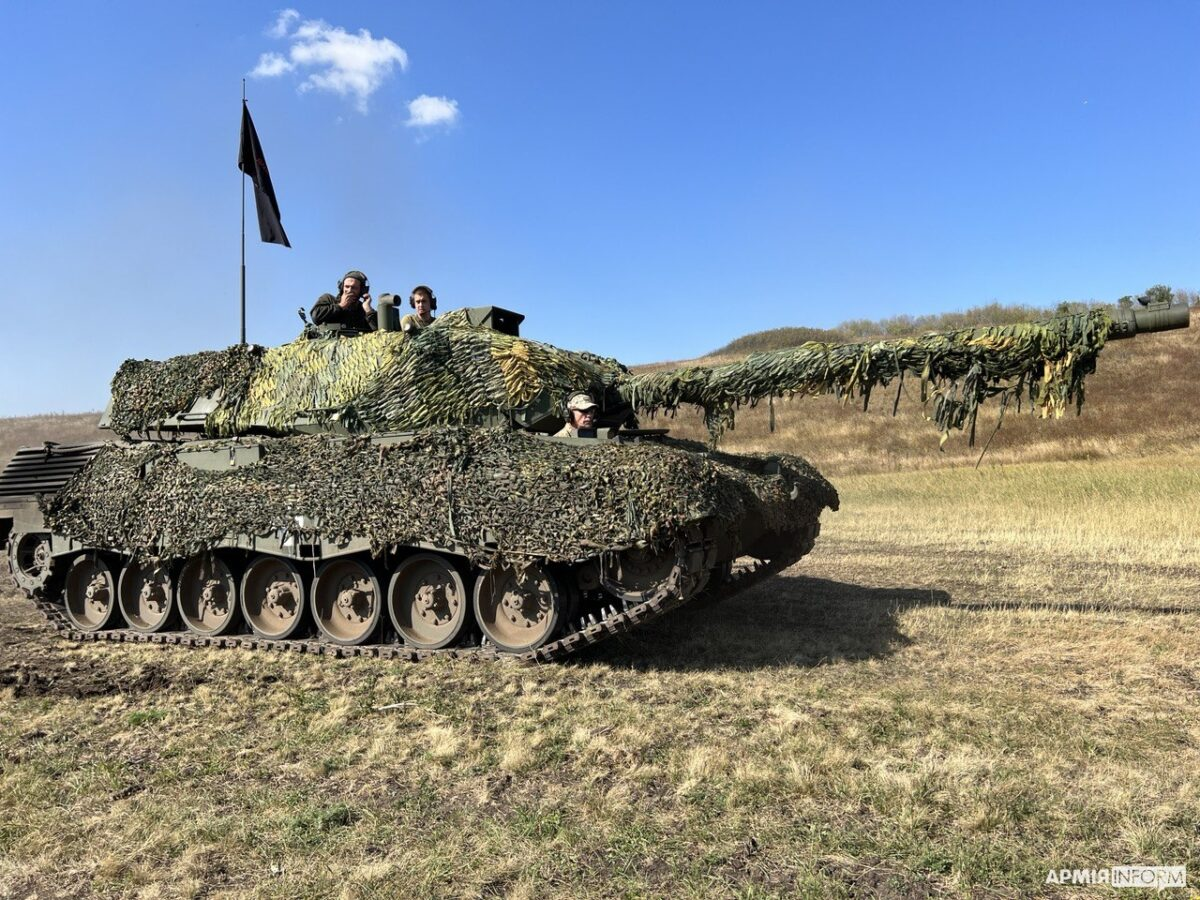
Ukrajinský Leopard 1
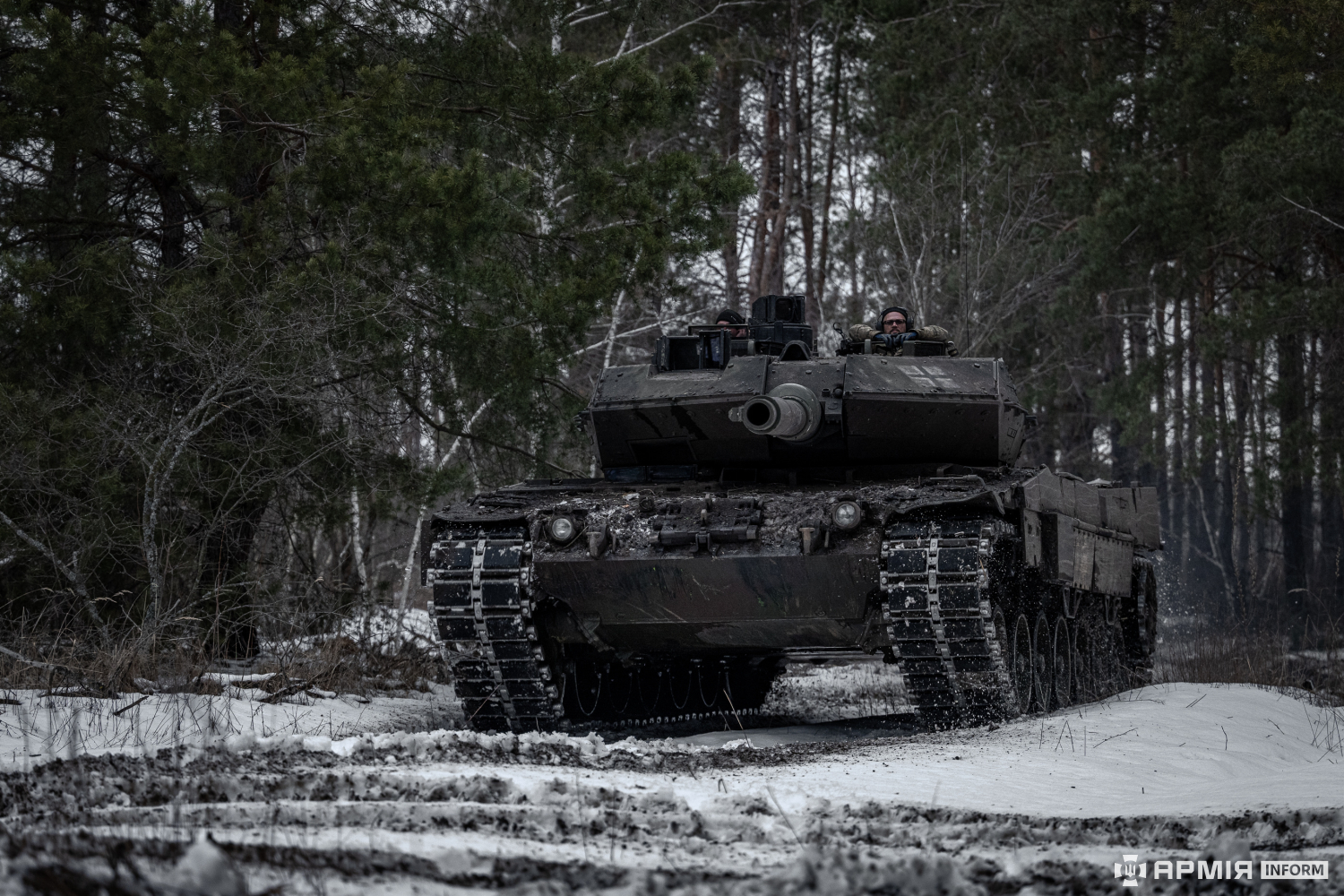
Ukrajinský Leopard 2A6
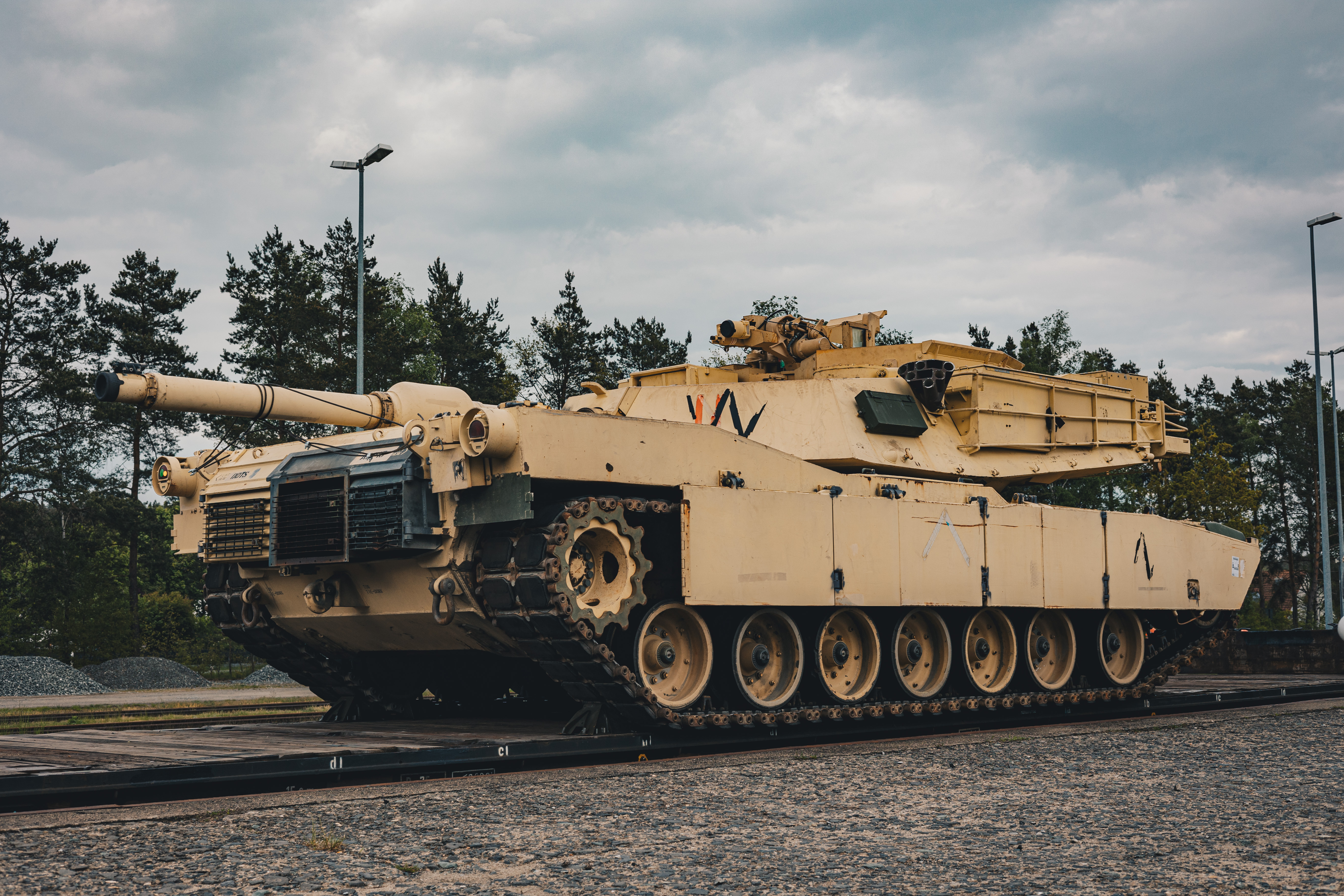
Ukrajinský M1A1 Abrams